# Adlibris
Adlibris är en huvudsakligen internetbaserad bokhandel verksam i Sverige, Finland och Norge, sedan 2005 ägt av Bonnierkoncernen. Sett utifrån antal titlar i sortimentet är Adlibris Sveriges största bokhandeln.
Adlibris huvudkontor ligger i Stockholm, med lager och distributionscentral i Morgongåva i Sverige. Lagret har utökats i flera omgångar. År 2025 omfattade den totala lagerytan 17 000 kvm. Central distribution för Finland sköts via samarbetspartnern Storia i Hyvinge.

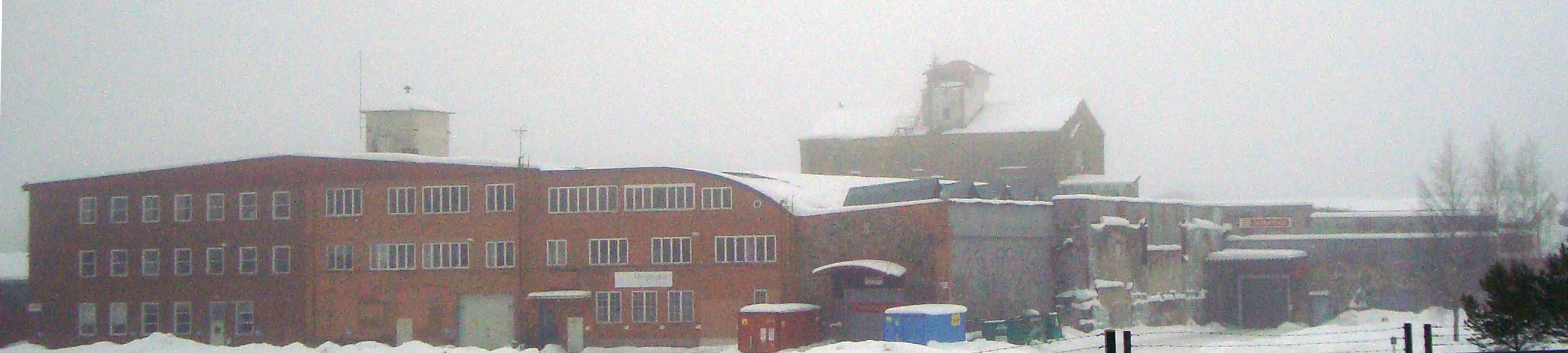
Adlibris lager i Morgongåva, 2010

Sedan starten 1997 har företaget växt till att inneha en mycket stark ställning i den svenska bokhandeln med en omsättning som 2022 låg på över 2 miljarder kronor. Enligt egen utsago omfattade det digitalt sortiment över 13 miljoner titlar; alla lagerhölls dock inte utan beställdes in vid behov. Medan onlineförsäljningen fortsatte dominera  Adlibris verksamhet, etablerades 14 fysiska butiker 2025.
Namnet "Adlibris" är bildat ur det latinska begreppet ex libris, där ex ("ur") bytts ut mot ad ("till") libris ("böckerna").[källa behövs]

## Historik
Adlibris AB grundades 1997 av Pär Svärdson, Fabian Fischer, Johan Arvidsson, Magnus Dimert och Christian Lauritzen. De arbetade tillsammans på konsultföretaget Accenture när de fattade beslutet att starta en bokhandel online med låga priser.
I början såldes böcker dels i webbshop, dels ett fåtal fysiska butiker. Butikerna lades ner och efter ett tag utökades sortimentet online  till att omfatta även kontors- och hobbymaterial, leksaker, spel och garn.
Företaget växte under flera år kraftigt, med en årlig omsättningsökning på upp till 40 procent och köptes 2005 av Bonnierkoncernen. Fyra år senare fanns 3,5 miljoner enskilda titlar i Adlibris katalog.
Adlibris Finland grundades 2005 och Adlibris Norge grundades 2007. I Finland och Norge är Adlibris en ren online-aktör med samma utbud som Adlibris Sverige.[källa behövs]
Svärdson lämnade företaget 2011.

År 2016 utgjorde böcker cirka 80 procent av sortimentet. Samma år började Adlibris etablera fysiska butiker igen. Fyra år senare,  2020, köptes Campusbokhandeln, vars verksamhet var fokuserad på kurslitteratur och andrahandsförsäljning. Dessa butiker bytte senare namn till Adlibris Campus.

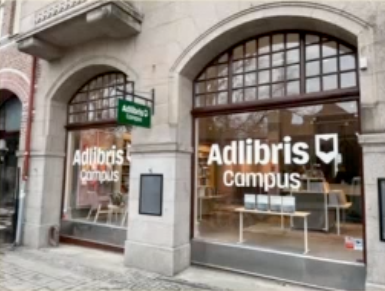
Adlibris Campus-butik i Lund, 2025

Två år senare köptes – i en internaffär, då båda verksamheter ägdes av Bonnierkoncernen – kedjan Pocket Shop vilken hade drabbats hårt av Covid-19-pandemin. Butikerna började året därpå brandas om till Adlibris Pocket Shop.
Efter att onlineförsäljning av fysiska böcker under längre tid var den starkaste försäljningskanalen för litteratur i Sverige, växte under 2020-talet strömmings- och abonnemangtjänster för framförallt ljudböcker starkt och 2024 skilde bara ett fåtal procent mellan försäljningskanalerna. Då Adlibris och Bokusgruppen var de överlägset största onlinebokhandlarna medförde detta en utmaning.

## Kritik
Adlibris har av aktörer inom bokhandel och förlagsbranschen upprepat kritiserats för att utnyttja sin storlek på ett negativt sätt. Även det vertikala ägandet via Bonniers, Sveriges största förlagskoncern, har kritiserats.

### Distributionskrav
En debatt uppstod 2021 kring Adlibris försök att genomdriva krav om extern distribution för att få tillgång till deras försäljningsplattform. Detta skulle enligt kritiker slå mycket hårt mot mindre aktörer och därmed begränsa mångfalden. Särskilt framhölls problematik som kunde uppstå för biblioteken och böcker på nationella minoritetsspråk.

### Upphandling av biblioteksförsäljning
Adlibris monopol på försäljning till kommunal och regional verksamhet som bibliotek och kommunala skolor har varit ämne för debatt. Utifrån ramavtal har Adlibris från 2017 till oktober 2029 i stort sett ensamrätt på att sälja böcker, publicerade i Sverige och utomlands, med eller utan biblioteksutrustning, till det offentliga. År 2024 lade Bokhandlareföreningen fram en offentlig protest med åtgärdsförslag, men redan tidigare hade kritik kommit från aktiva i bokbranschen, inklusive Kulturrådet.

### Logistikproblem
I samband med förändringar på lagret i Morgongåva och en intensiv Black Friday, uppstod omfattande förseningar julhandeln 2017–2018, vilket ledde till mycket upprördhet på företagets Facebook-sida och påföljande uppmärksamhet i pressen.
Liknande problem uppstod 2025 i och med en omfattande robotisering av centrallagret. Denna gång uppmärksammades framförallt leveransförseningar till skolor och bibliotek.

## Den stora läsutmaningen
Den stora läsutmaningen är ett läsfrämjande initiativ och tävling som Adlibris driver tillsammans med förlagen Rabén & Sjögren, Bonnier Carlsen och Natur & Kultur. Läsutmaningen riktar sig till Sveriges fjärdeklassare. Enligt deras egen hemsida deltog 56 procent av Sveriges fjärdeklassare 2024.

## Adlibrispriset
Adlibris lanserade 2019 Adlibrispriset i Sverige och 2023 Adlibris-palkinto i Finland.  
Läsare röstar på böcker valda av en jury i nio kategorier, bland annat årets roman, årets fackbok, årets debutant och tre barn- och undgdomskategorier. Vinnare belönas med ökad exponering i Adlibris interna och externa kanaler.